# Manda Hararo
Le Manda Hararo est un complexe volcanique d'Éthiopie qui fait partie de la vallée du Grand Rift. Il est connu pour sa rare variété de basaltes et être un des quelques lieux où l'on peut observer en direct un épisode de rifting majeur de 2005 à 2010, qui a permis d'apporter de nombreuses informations sur les interactions entre tectonique et magmatisme à l'échelle de l'intrusion de grands dykes magmatiques.
Il produit des coulées de lave fluides basaltiques dans la plaine de Kalo (ou Aoussa), au sud-sud-est du volcan Dabbahu. Le complexe, qui s'étend sur 105 kilomètres carrés, a été le siège d'épisodes d'extension liés à des crises sismo-volcaniques, avec des ouvertures brutales atteignant plusieurs mètres. Le volcan bouclier situé à l'extrémité septentrionale n'en est qu'un petit élément. Au sud de ce volcan se trouve le système de fissures Gumatmali-Gablaytu, une zone dominée par des coulées de lave alimentées par des fissures. Au centre du complexe s'élèvent deux volcans. L'étendue de Manda Hararo est due au fait qu'il s'agit d'un bloc surélevé à l'extrémité de la zone d'extension d'une dorsale. 

## Géologie
En tant que chaîne axiale la plus méridionale de l'Ouest de l'Afar, le complexe de Manda Hararo est situé dans la plaine de Kalo, au sud-sud-est du volcan Dabbahu. Le complexe massif de 105 km de long et 20-30 km de large représente un segment surélevé de la zone d'extension d'une dorsale médio-océanique. Un petit volcan bouclier basaltique est situé à l'extrémité septentrionale du complexe, au sud duquel se trouve une zone de coulées de lave abondantes alimentées par des fissures. Deux volcans boucliers basaltiques, dont le plus grand est Unda Hararo, occupent le centre du complexe. Le système de fissures dominant Gumatmali-Gablaytu se trouve dans le sud. Les coulées de lave fluide volumineuse issues de ces fissures orientées nord-nord-ouest, et les lacs de lave solidifiée occupent deux grands cratères. Le petit volcan bouclier Gablaytu forme l'extrémité sud-est du complexe. Les coulées de lave de Gablaytu et de Manda recouvrent des sédiments vieux de 8 000 ans. Des sources chaudes et des fumerolles se rencontrent autour du lac Daorre. Les premières éruptions historiques ont produit des coulées de lave alimentées par des fissures en 2007 et 2009.

## Histoire éruptive

### Éruption de 2005
Un épisode magmatique, associé à une éruption, se produit le 26 septembre 2005. Il correspond à la mise en place d’un important dyke dans la partie nord du rift de Manda Hararo. « Les épaules du rift ont été soulevées et écartées, provoquant une dépression par subsidence d’environ 65 km de long. Le dyke, colossal, s’est infiltré sur cette longueur, dans une ouverture de quatre à cinq mètres de large, sur environ dix kilomètres de hauteur, ce qui représente un énorme volume de lave de 1,5 à 2 km3. Au-dessus du dyke, des failles normales ont glissé verticalement de trois mètres en moyenne. Ensuite, une douzaine d’intrusions de moindre ampleur ont été mises en place, avec une périodicité de trois à quatre mois, ».

### Éruption de 2007

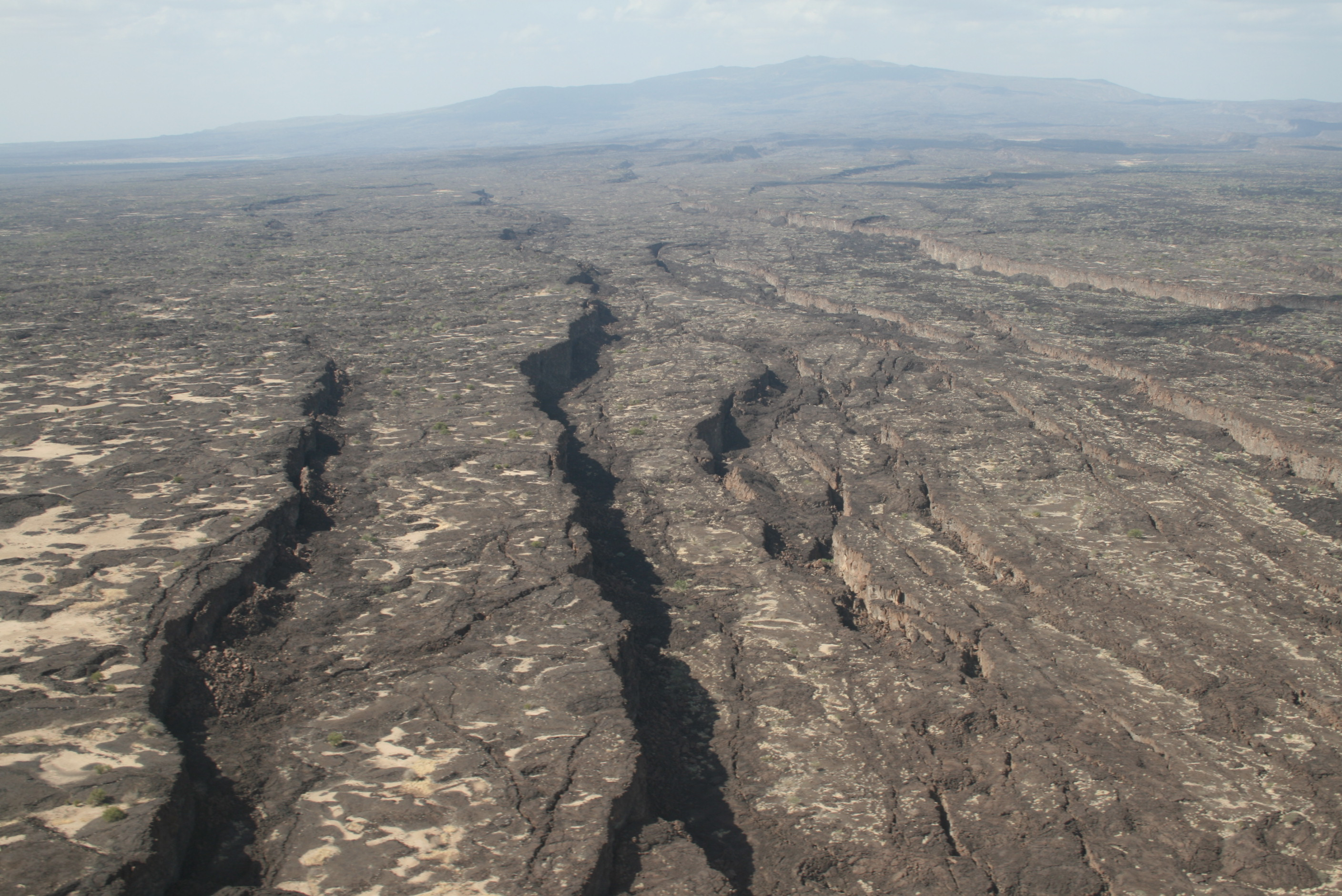
Volcan Dabbahu (en arrière-plan) et rift de Manda Hararo (au premier plan) en 2008.

Le Manda Hararo est entré en éruption le 13 août 2007. Le satellite Aura de la NASA a détecté un grand panache de dioxyde de soufre au-dessus de l'Éthiopie et du Soudan. L'imagerie satellite a montré une coulée de lave émise par le Manda Hararo. Les résidents locaux ont signalé qu'aucun précurseur de l'éruption n'avait eu lieu. Le premier signe était un bruit soudain, intense et craquant, avec seulement un léger tremblement. À 17 h 30, une lumière semblable à celle d'un incendie a été vue en provenance de Manda Hararo, « éclairant toute la zone ». Les habitants ont été évacués tandis que les violentes éruptions se sont poursuivies pendant trois jours. Après l'éruption principale, les coulées de lave se sont poursuivies et une grande partie de la fissure a dégagé une forte activité fumerollienne. Le 20 août, une équipe de scientifiques a visité la région.

### Éruption de 2009
Un grand panache de dioxyde de soufre et plusieurs anomalies thermiques de Manda Hararo, détectées par imagerie satellitaire du 28 au 30 juin, ont incité une équipe scientifique à visiter la région le 4 juillet. Après avoir effectué des observations au sol et aériennes pendant environ 2 heures, ils ont signalé que l'éruption s'est produite près du site d'éruption d'août 2007 et était peut-être plus étendue. Aucun épanchement de lave actif n'a été constaté, mais de la vapeur provenant de la fissure de 4 à 5 km de long a été observée à distance, en raison des températures élevées. Ils ont également vu de nouvelles coulées de lave principalement ʻaʻā d'une épaisseur de 2 à 3 m. La fissure était bordée de remparts scoriques hauts de 30 à 50 m. Les mesures de température prises avec un FLIR (radiomètre infrarouge à vision prospective) ont indiqué que la coulée de lave s'était considérablement refroidie avec des températures comprises entre 30 et 120 degrés Celsius à la surface. Une température maximale de 238 degrés Celsius a été mesurée lors des observations aériennes.